# Abbo (Bischof von Saint-Jean-de-Maurienne)
Abbo  († vor 876) amtierte um die Mitte des 9. Jahrhunderts als Bischof von Saint-Jean-de-Maurienne. Seine genaue Amtszeit ist nicht bekannt.
Abbo folgte im Jahr 858 auf Joseph als Bischof von Saint-Jean-de-Maurienne. Mit anderen Bischöfen hielt er sich 858 in Langres auf und unterschrieb dort am 20. Mai eine von Jonas, Bischof von Autun, dem Domkapitel dieser Stadt übertragene Schenkung. Am 19. April 859 erfolgte die urkundliche Bestätigung durch Jonas, die ebenfalls in Langres ausgestellt wurde. Von dort begab sich Abbo im Juni 859 zum  Konzil in Savonnières nahe Toul. 860 nahm er an der Synode zu Tusey bei Vaucouleurs in Lothringen teil. 876 hatte bereits Adalbert das Bischofsamt von Saint-Jean-de-Maurienne inne.